# Hwangnyongsa
Hwangnyongsa, a vegades escrit Hwangryongsa, és el nom d'un antic temple budista situat a la ciutat de Gyeongju, a Corea del Sud. Construït el segle vi, l'enorme estructura de nou pisos va ser feta només amb fusta sense utilitzar claus de ferro. Tenia una alçada total de 80 m i va ser el centre del budisme durant les èpoques del regnat Silla. El seu nom significa «Temple del drac daurat» o «Temple del drac imperial». Les excavacions arqueològiques del lloc van començar a l'abril de 1976. Fou declarat Patrimoni de la Humanitat per la Unesco l'any 2000 com a part del conjunt patrimonial «Zones històriques de Gyeongiu».

## Història

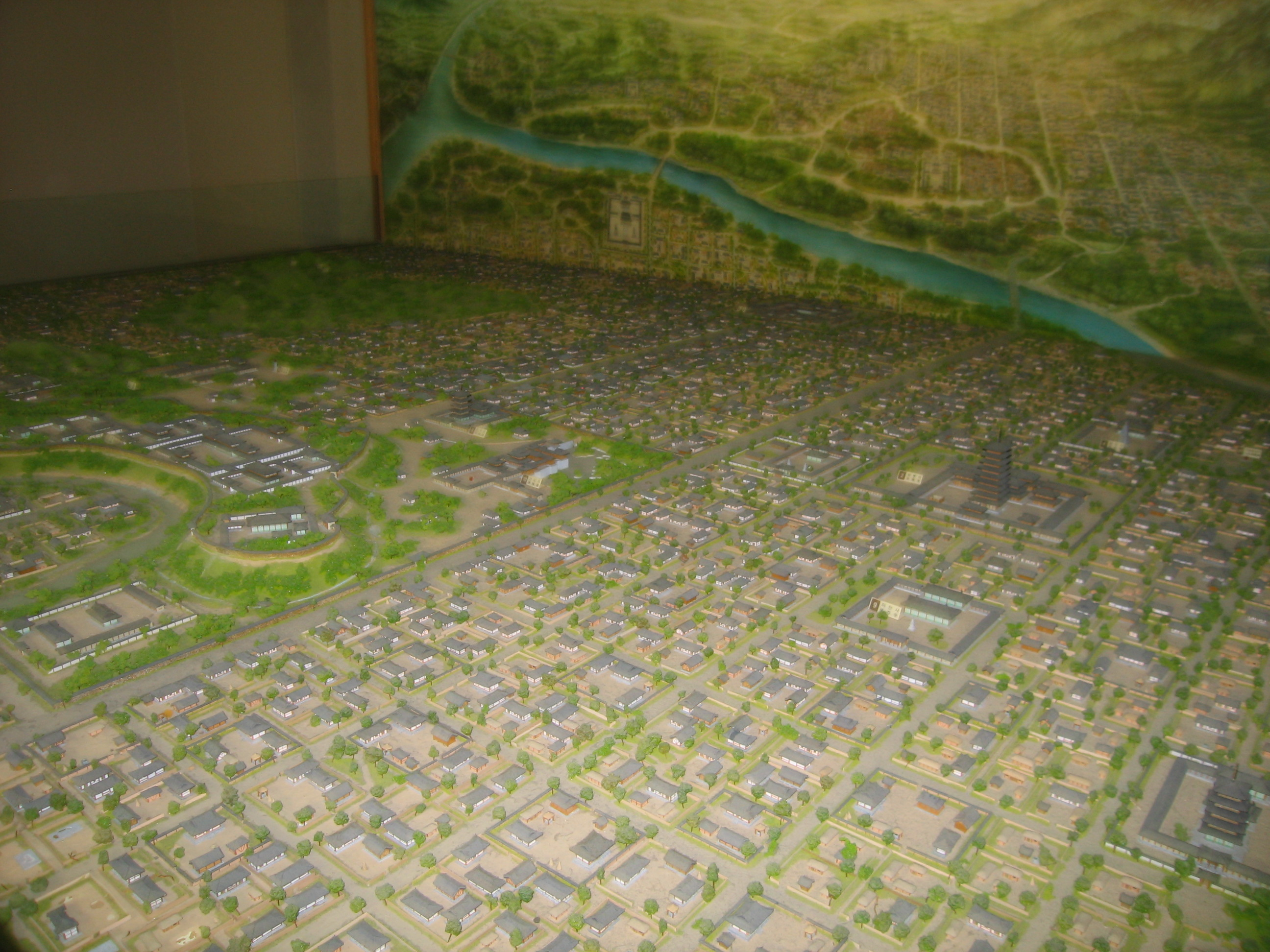
Maqueta de Gyeongju a l'època. La pagoda del temple Hwangnyongsa s'elevava per sobre la ciutat

Hwangnyongsa va ser construït durant el període Silla, sota el patrocini de la família real, en una plana envoltada de muntanyes prop del complex del palau real de Banwolseong (Palau de la Mitja Lluna). La construcció va començar el 553 sota el regnat del rei Jinheung, i no va ser acabat fins al 644. El rei Jinheung originalment va concebre el lloc com l'emplaçament d'un nou palau, però quan va ser vist un drac en el lloc proposat, es va destinar per ser un temple, el lloc on els monjos resaven per la bona marxa de la nació, buscant la protecció de Buda, i a la vegada per impressionar a dignataris estrangers.
Després de la derrota del regne de Baekje el 660, l'arquitecte Abiji, va esdevindre l'encarregat de construir una pagoda en fusta de nou pisos en el lloc. Aquest fet indica el coneixement avançat dels Baekje en l'arquitectura de la fusta. Les nou plantes suposadament representaven els nou països de l'Àsia oriental i la futura conquesta d'aquests estats pel regne de Silla. La pagoda va ser incendiada pels mongols durant les invasions mongols de Corea l'any 1238. Actualment no queda cap exemple de l'arquitectura amb fusta de l'era de Silla, però les ruïnes de Hwangnyongsa suggereixen una influència del regne de Koguryö.
L'emplaçament del temple en una vall dins del Parc Nacional de Koguryö prop de la Muntanya Toham i proper al temple de Bunhwangsa, va ser objecte d'excavacions el 1972, revelant el traçat i descobrint prop de 40.000 objectes.

## Dimensions

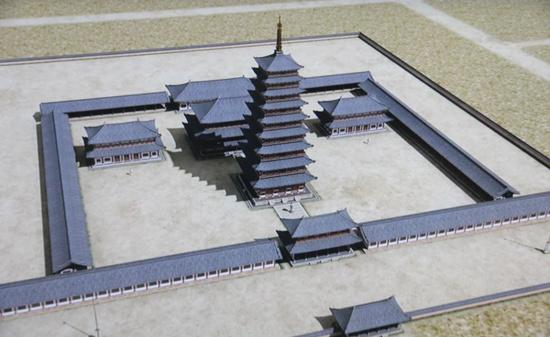
Maqueta de Hwangnyongsa

Només romanen les primeres pedres utilitzades per a la construcció del temple. El complex original, va trigar disset anys en acabar-se.
- La sala principal tenia 47 m de longitud i 17 m d'ample.[3]
- La paret exterior més llarga del temple era de 288 metres de longitud i l'àrea interior i coberta, delimitada per les parets exteriors era d'aproximadament 80.000 metres quadrats.[7]
- Les ruïnes del temple també contenen pedres que eren pedestal de les estàtues budistes monumentals. Una de les estàtues del Buda Sakyamuni tenia de cinc metres d'alçada.[6][8]
- El temple originalment fou construït en l'estil «tres sales-un Pagoda», és a dir, que la pagoda era al centre del complex i estava flanquejada per tres sales principals a l'esquerra, dreta, i darrere de la pagoda central.[7]
- La coneguda pagoda de nou pisos, que va ser encarregada per la reina Seondeok després que el temple principal fou acabat, va ser la més gran de Corea que mai s'hagués construït, a més de ser l'estructura més alta d'Àsia Oriental i l'estructura de fusta més alta del món en el moment de la seva finalització. Tenia 80 m d'altura i el cos va ser fet enterament de fusta.[3] Avui dia només romanen els fonaments, amb seixanta pedres. La pagoda tenia una àrea de base de 565,2 m², sostinguda per vuit pilars a cada costat.

## Galeria

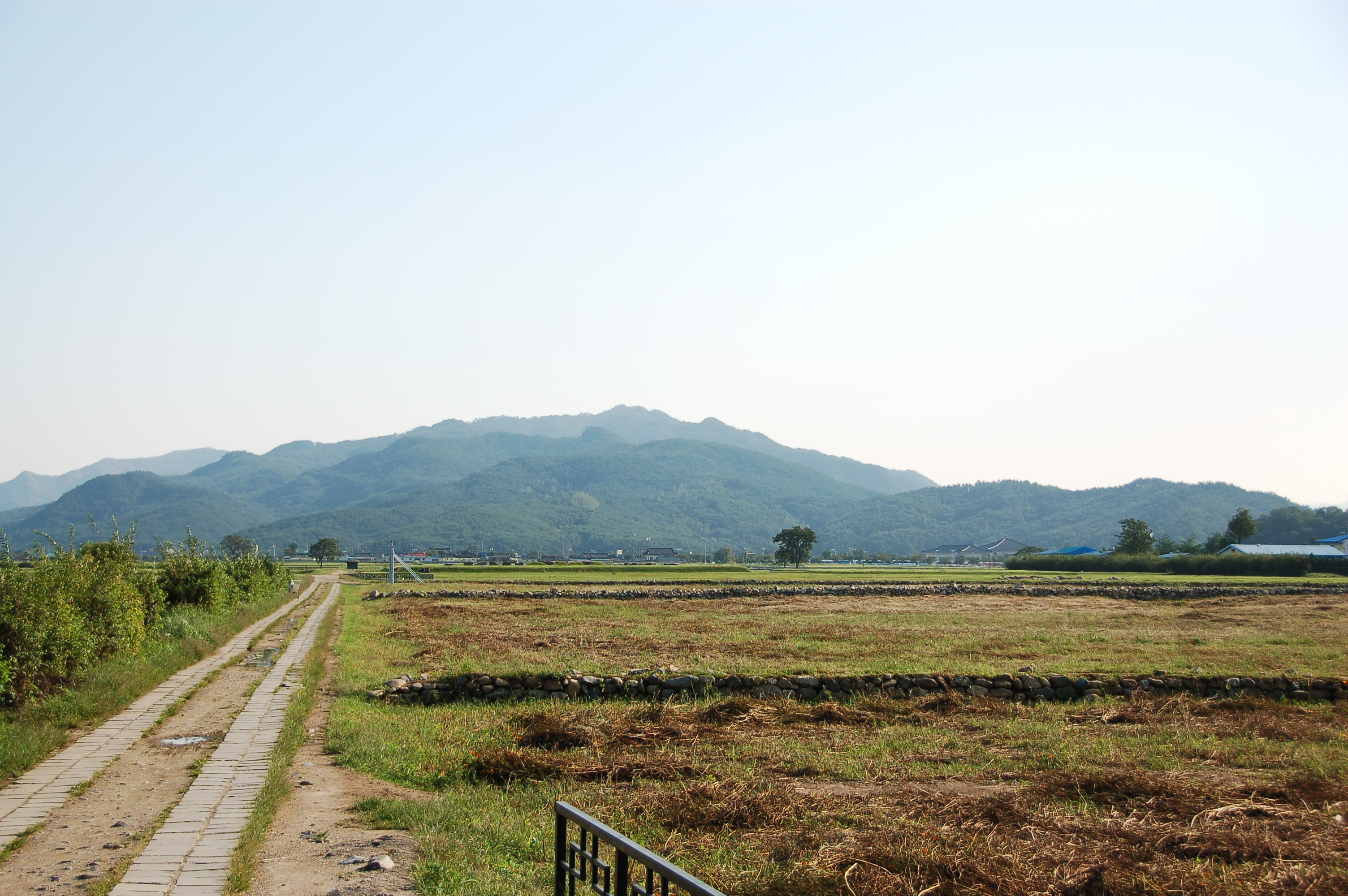
Vista parcial de l'indret
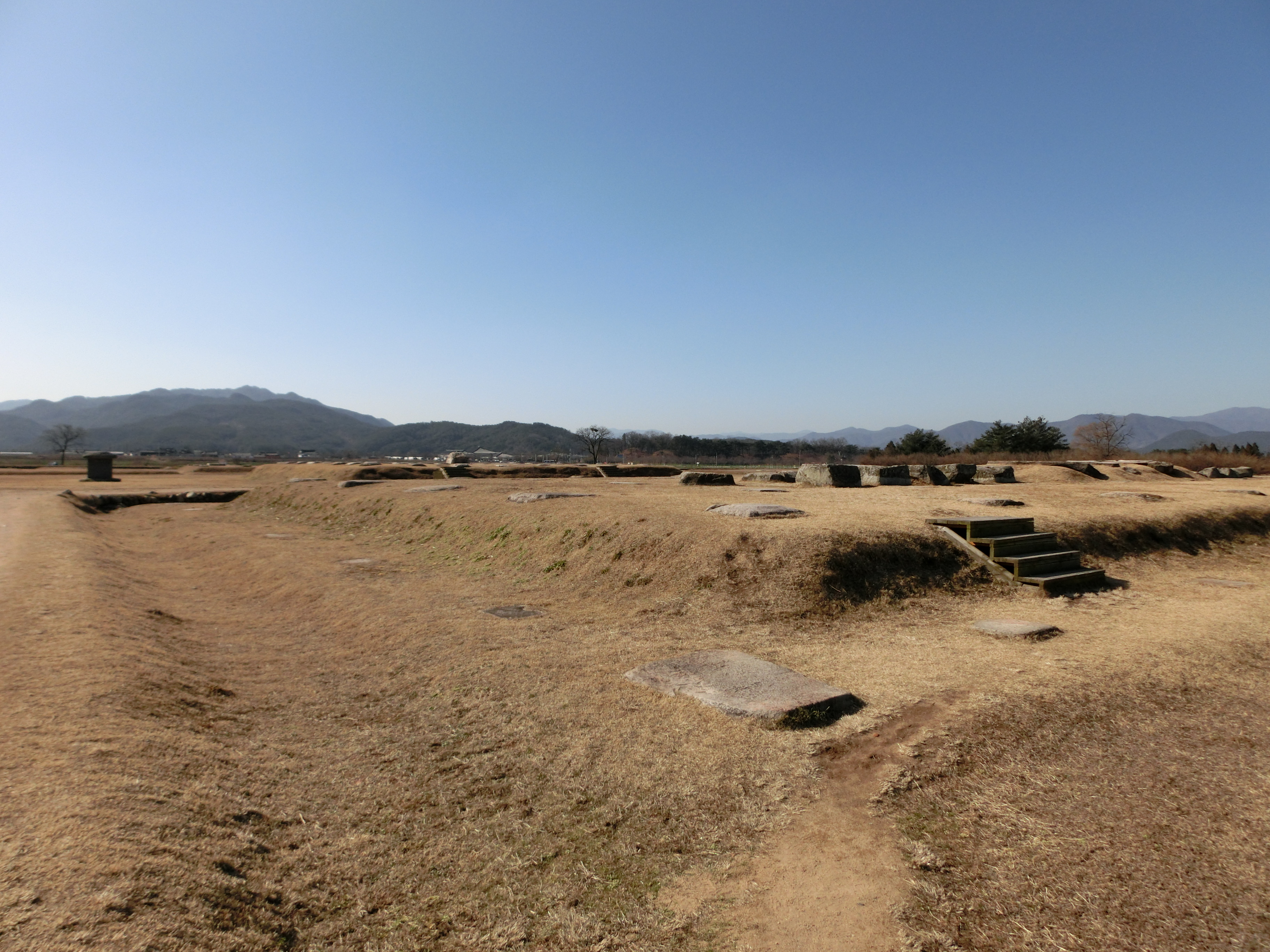
Vista parcial de l'indret
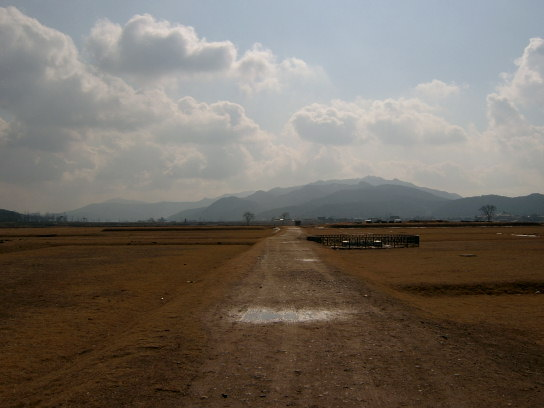
Lloc que havia estat l'entrada principal al temple
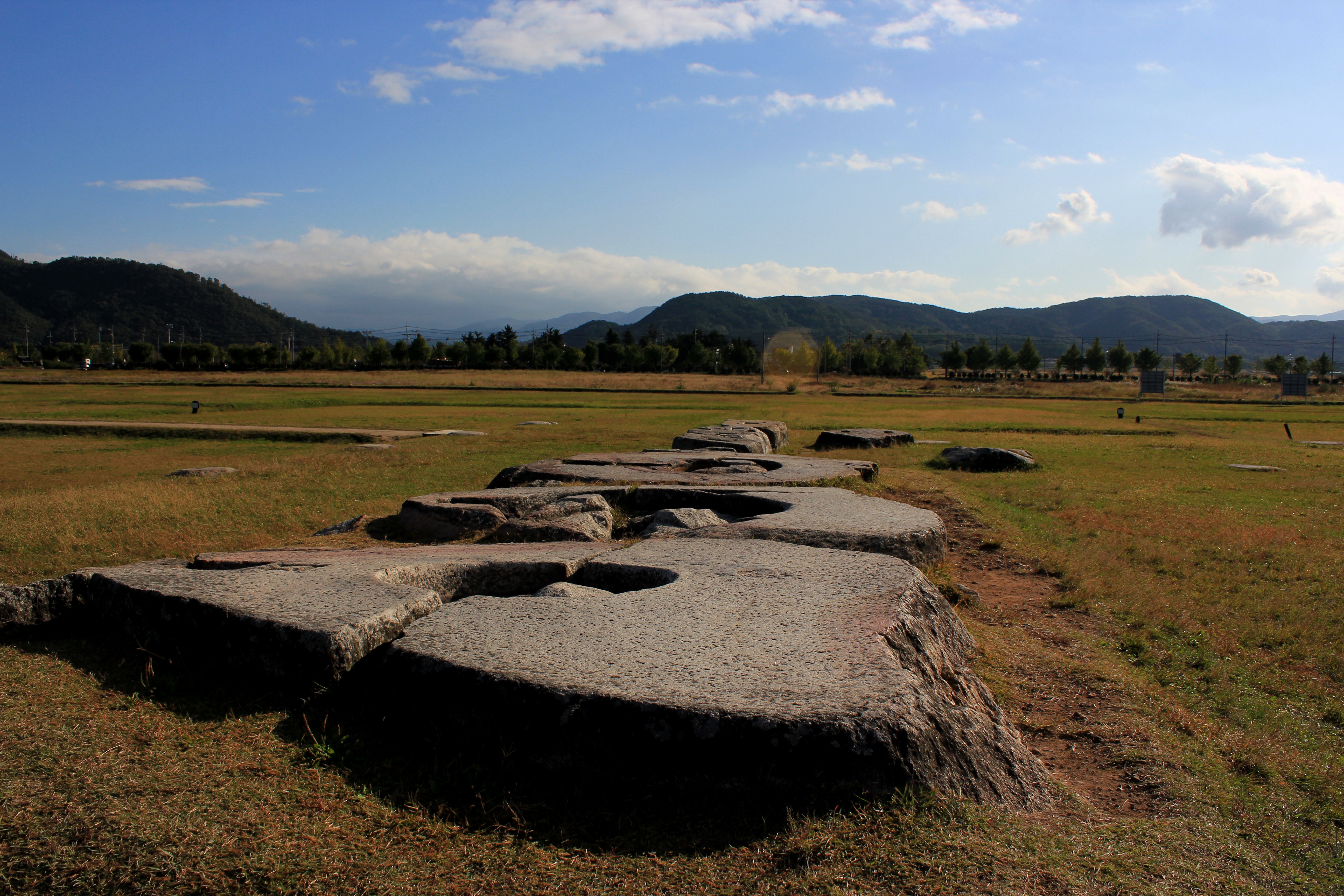
Restes de les pedres dels fonaments
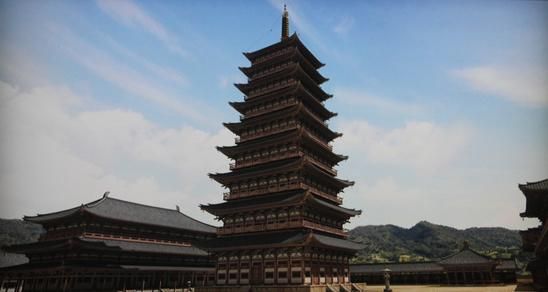
Imatge de la pagoda de nou pisos
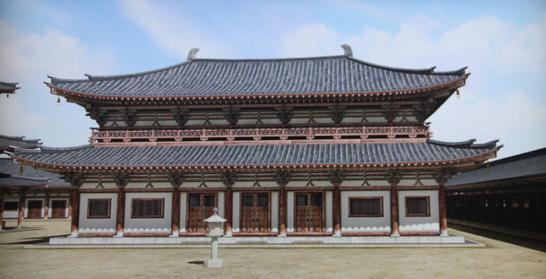
Reproducció de l'edifici situat a l'est
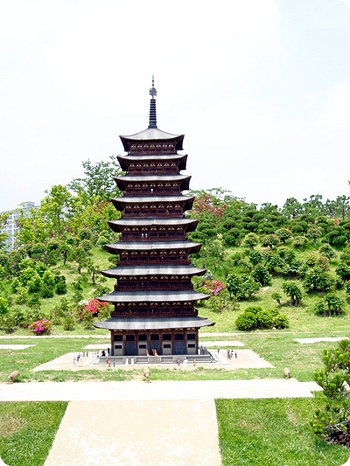
Miniatura de la pagoda de nou pisos
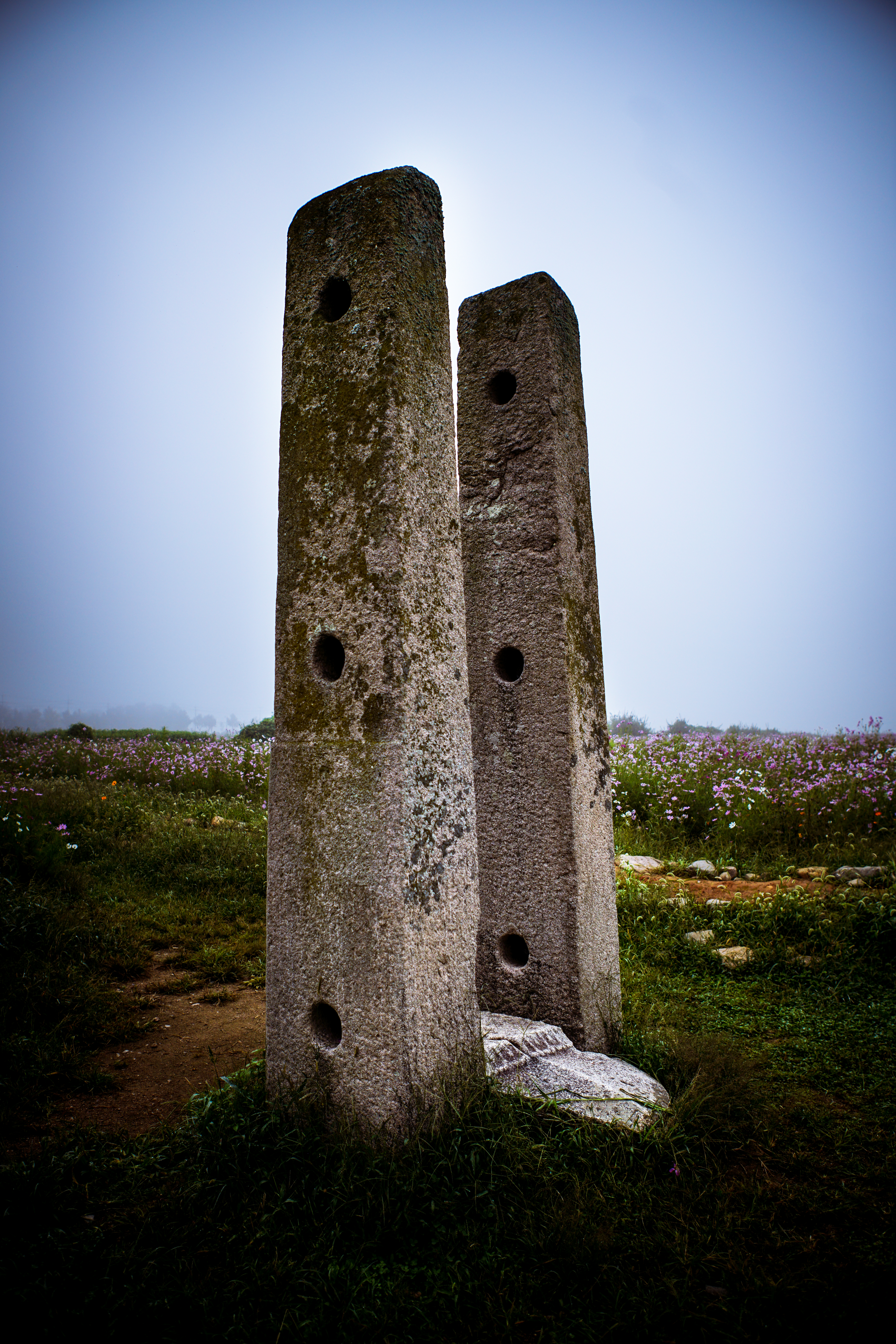
Pedres de suport a un asta de la bandera
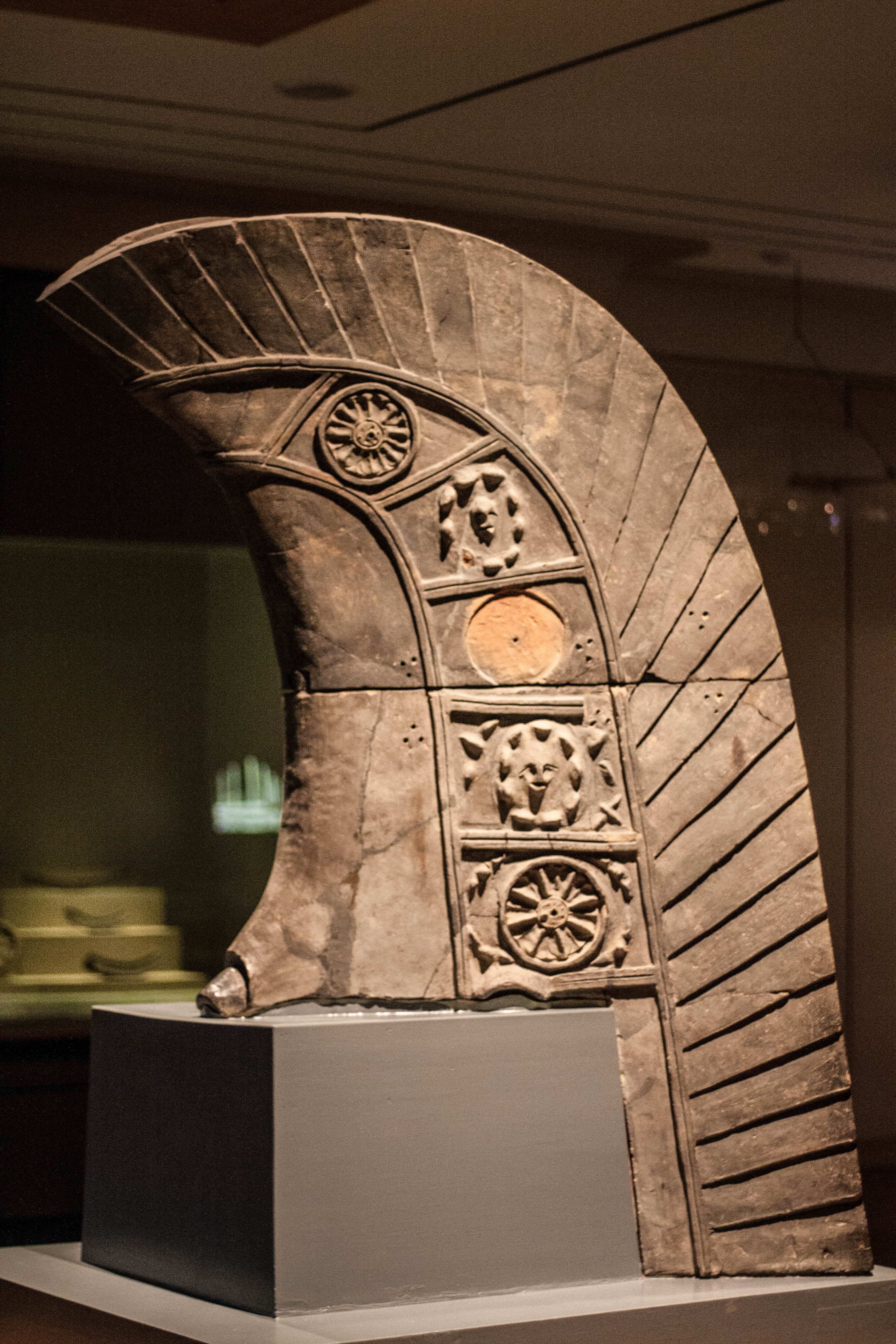
Teules trobades a Hwangnyongsa (Museu Nacional de Gyeongju)
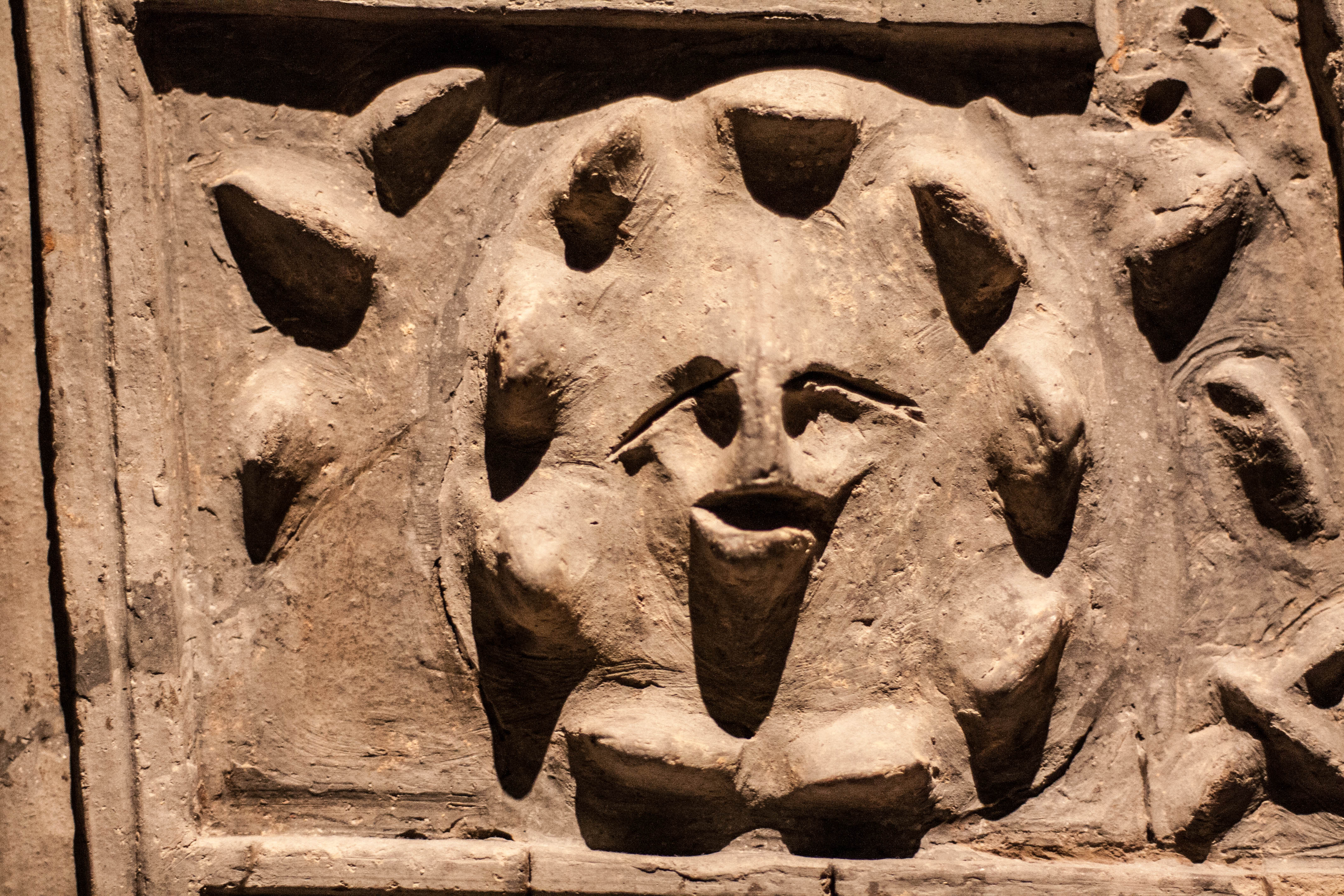
Teules trobades a Hwangnyongsa (Museu Nacional de Gyeongju)